# Marlene Dietrich – Her Own Song
Der Film Marlene Dietrich – Her Own Song ist eine gefilmte Biographie, ein Dokumentarfilm über die deutsch-amerikanische Schauspielerin Marlene Dietrich  (1901–1992). Er kam 2002 nach Deutschland. Der Film greift auf umfangreiches unveröffentlichtes Dokumentarmaterial, z. B. Backstageaufnahmen, zurück. So auch von einem Besuch in Polen und in Israel, wo sie mit Erlaubnis des Publikums auf Deutsch sang; Interviews mit Zeitzeugen, Kindern, Burt Bacharach, André G. Brunelin, Rosemary Clooney, Buck Dawson, Alfred Hens, Beate Klarsfeld, Hildegard Knef, Volker Kühn, Thomas Langhoff, A.C. Lyles, Elisabeth McIntosh, Felix Moeller, Barney Oldfield, Maria Riva, Volker Schlöndorff. Der Film zeigt insbesondere Dietrichs Einsatz in der US-Truppenbetreuung, aber auch ihre Nachkriegserfahrungen in und mit Deutschland.
Regie führte J. David Riva, ein Enkel von Marlene Dietrich. Das Drehbuch schrieb Karin Kearns.

## Filmausschnitte
Der Dokumentarfilm zeigt Ausschnitte aus folgenden Filmen:
- Der blaue Engel (1930)
- Marokko (1930)
- Zeugin der Anklage (1957)
- Urteil von Nürnberg (1961)

## Kritik
Im Lexikon des internationalen Films heißt es, der Film sei eine „aufreizend beliebige […] Flut an Bild- und Tonmaterial“ und reihe „Episode an Episode“. Insgesamt verliere sich der Film „an der Oberfläche des allzu Bekannten“.
Frank Noack schreibt in der Zeitschrift der Berlinale 2002, nachdem er sich mit einigen Fehlzeichnungen in der Dietrich-Rezeption befasst hat, wahrscheinlich zu Recht, dass ein Film nicht auf alles im Detail eingehen könne und resümiert, J. David Riva, der selbst übrigens unsichtbar bleibt, habe eine exzellente Arbeit abgeliefert.